# Arno Scheibe
Arno Scheibe, auch Arnold Scheibe (* 13. April 1864 in Piegel, Sachsen; † 18. August 1937 in München) war ein deutscher HNO-Arzt sowie Hochschullehrer.

## Leben
Der 1864 im sächsischen Piegel als sechstes Kind des Landwirtes Wilhelm Scheibe und dessen Ehefrau Emma geborene Müller zur Welt gekommene Arno Scheibe wandte sich nach dem Abitur dem Studium der Medizin zu, das er 1888 mit der Promotion zum Dr. med. abschloss. Nach einem Volontariat bei Emanuel Zaufal, dem Begründer der HNO-Klinik an der Karl-Ferdinands-Universität in Prag, unternahm er pathologisch-anatomische Studien bei Johann Ev. Habermann an der Karl-Franzens-Universität Graz.
1891 wechselte Arno Scheibe als Assistent und Schüler Friedrich Bezolds an das otiatrische Ambulatorium der Ludwig-Maximilians-Universität München. Scheibe, der seinem Lehrer bis zu dessen Tod 1908 zur Seite stand, habilitierte sich dort 1904 als Privatdozent für das Fach Hals-Nasen-Ohrenheilkunde. 1911 folgte Scheibe in der Nachfolge von Alfred Denker dem Ruf auf die außerordentliche Professor für Hals-Nasen-Ohren-Heilkunde und die Leitung des gleichnamigen Instituts an der Friedrich-Alexander-Universität Erlangen-Nürnberg. Der 1923 zum ordentlichen Professor Beförderte wurde 1929 emeritiert. Otto Kahler wurde 1928 in der Sektion Oto-Rhino-Laryngologie als Mitglied in die Deutsche Akademie der Naturforscher Leopoldina aufgenommen.
Arno Scheibe, dessen Forschungsinteresse insbesondere den Erkrankungen des Mittelohrs galt, verstarb im August 1937 73-jährig an den Folgen eines Schlaganfalles in München. Er war der Vater des Physikochemikers Günter Scheibe.

## Publikationen
- Mikroorganismen bei acuten Mittelohrerkrankungen, in: Zeitschrift für Ohrenheilkunde, Band 18, 1889
- Bakteriologisches zur Otitis media bei Influenza, in: Centralblatt für Bakteriologie und Parasitenkunde, No. 8, 1890
- Aufmeisselung des Warzenfortsatzes unter Lokalanästhesie, in: Verhandlungen der Deutschen Otologischen Gesellschaft auf der 4.-23. Versammlung, 1895
- Aetiologie und Pathogenese des Empyems im Verlaufe der akuten Mittelohreiterung, in: Zeitschrift für Ohrenheilkunde, Band 48, 1905
- F. Bezolds Sektionsberichte über 73 letale Fälle von Mittelohreiterung, Kabitzsch, Würzburg, 1915
- Die Lebensgefährlichkeit der verschiedenen Formen von Mittelohreiterung mit Berücksichtigung ihrer Behandlung sowie des Lebensalters, in: Zeitschrift für Ohrenheilkunde, Band 75, 1917
- Diagnose und Behandlung des Empyems der Warzenzellen, in: Beiträge zur Anatomie, Physiologie, Pathologie und Therapie des Ohres, der Nase und des Halses, Band 13, 1919
- Krankheiten der Ohrtrompete, in: Henker-Kahler Handbuch, Berlin, 1927